# Japanse mon (munteenheid)

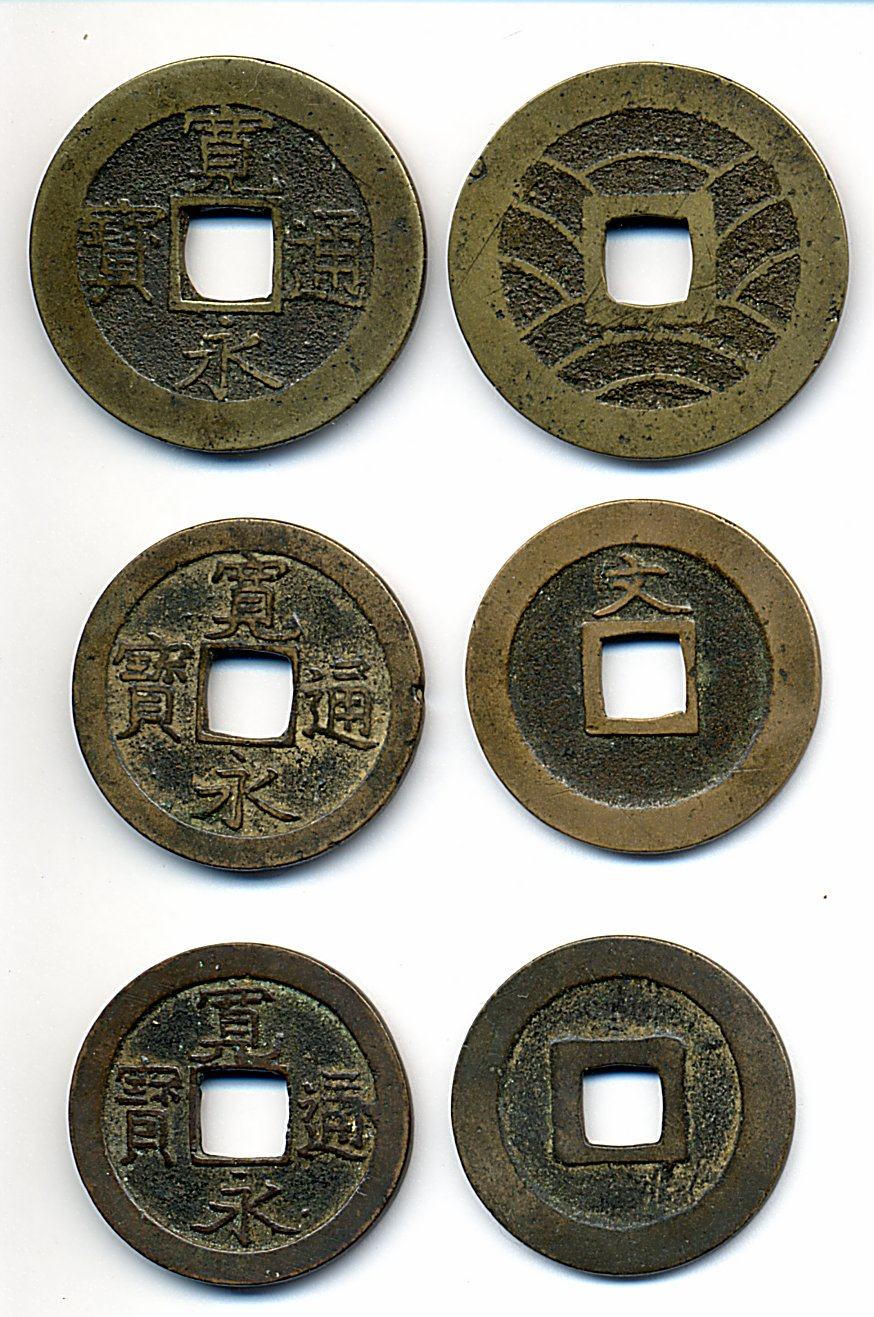
Kan'ei Tsūhō (寛永通寳) munten. De bovenste munten hebben een waarde van 4 mon, de middelste en onderste munten zijn allemaal van 1 mon.

De Japanse mon (Japans: 文) was de munteenheid van Japan vanaf de Muromachiperiode in 1336 tot de vroege Meijiperiode in 1870 toen hij werd vervangen door de Japanse yen met een vaste wisselkoers van 10.000 mon voor 1 yen. Japanse mon munten bleven tot 1891 naast de sen (1/100 yen) circuleren. De Kanji voor de mon is “文”. Dit karakter werd ook gebruikt voor de Chinese wén, de Koreaanse mun, de Riukiuaanse mon en de Vietnamese văn. Tijdens de lange geschiedenis van deze munteenheid veranderden verschillende aspecten van de valuta behoorlijk: verschillende vormen, ontwerpen, groottes en metaallegeringen werden rond verschillende periodes toegepast. Over het algemeen waren de munten van de Japanse mon van brons of ijzer gemaakt. Ze circuleerden naast zilveren en gouden valuta's gedenomineerd in shu, bu and ryō, met als vaste wisselkoers 4000 mon = 16 shu = 4 bu = 1 ryō. Omdat de waarde van koper daalde was de wisselkoers tegen de gouden yen veel lager toen deze in 1869 werd aangekondigd. Omdat de machines om nieuwe yen munten pas na de introductie van de yen werden geïmporteerd bleef de Japanse mon voor de gewone bevolking de de facto munteenheid en werden nominale waarden van de eerste Japanse postzegels ook in mon afgedrukt.
Terwijl de mon samen de sen circuleerde was de metaallegering van de mon een belangrijke factor in de marktwaarde van deze munten. Vanaf 27 Juni 1871 was een koperen munt van 4 mon 2 rin waard en 1 mon van brons 1 rin (1 rin = 1/10e sen). Dus op de markt had één mon niet de waarde van “één mon”, er bestonden geen “rin” munten voor 1873 maar deze waardeaanduiding werd wel gebruikt voor de nieuwe Japanse yen, de Tenpō Tsūhō (天保通寳) munt van 100 mon was op de markt maar 8 rin waard.

## Geschiedenis

### Toraisen, Shichūsen en Bitasen

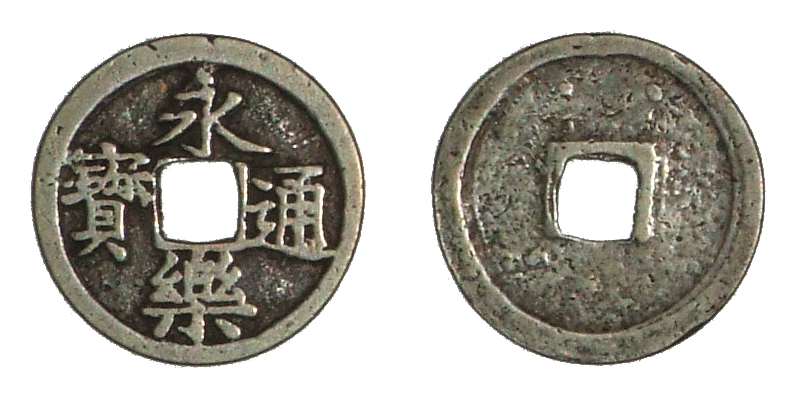
Een Eiraku Tsūhō (永樂通寳) munt, een van de meest voorkomende munten voor de Edo periode.

Ondanks het feit dat Japan al tijdens de 8ste eeuw was begonnen met de productie van koperen, zilveren en gouden munten bleef ruilhandel de meest voorkomende vorm van handel. Dit veranderde pas toen Japan begon met het importeren van Chinese kèpèng-munten. Omdat de binnenlandse economie zich dankzij de landbouw en handarbeid bleef ontwikkelen steeg de vraag naar koperen munten. In 1179 stopte de Zuidelijke Song-dynastie met het exporteren van haar munteenheid, maar bleven scheepsladingen vol toch Japan jaarlijks binnen varen via Ningbo. Omdat dankzij de handel met China Chinese munten Japan bleven binnenkomen in ruil voor Japanse goederen hielden de Japanners op om zelf hun eigen koperen munten te produceren, tot 1587. Kōbu Tsūhō (洪武通寶), Eiraku Tsūhō (永樂通寳) en Katei Tsūhō (嘉靖通寶) uit de Ming-dynastie werden door de Japanners Toraisen of Minsen genoemd. De vraag naar kopermunten zorgde ervoor dat de lokale productie weer begon, in Japan geslagen munten werden Shichūsen (私鋳銭) genoemd. Een voorbeeld van een Shichūsen-munt zou de Kōbu Tsūhō geproduceerd door het Satsuma-domein om naar China en het Koninkrijk Riukiu te worden geëxporteerd, ondanks het feit dat deze munt dezelfde inscriptie als de Chinese Kōbu Tsūhō droeg was deze hiervan te onderscheiden door het Chinese karakter “Ji” (治) aan de achterkant van de munt, wat aanduidt dat deze in Kajiki was geslagen. Sommige Shichūsen droegen de inscripties van verschillende Song-dynastie munten en het was niet ongebruikelijk om zelf extra karakters aan de munten toe te voegen, iets wat Iutsushi (鋳写し) werd genoemd.
Bitasen (鐚銭) waren de Shichūsen munten die door de Japanse adel en provinciale munthuizen werden geproduceerd en dus niet door de centrale regering. Voor de Edoperiode werd de term Bitasen ook gebruikt voor Chinese kèpèng-munten die door gebruik zwaar versleten zijn geraakt. Na een tijd werden sommige munten zo erg beschadigd dat veel handelaren ze niet meer voor hun nominale waarde accepteerden en vaak voor maar voor ¼ van de waarde van een goede kwaliteits munt aannamen. Ondanks het feit dat Chinese kèpèngs in het oosten van Japan in gebruik bleef veroorzaakte de verwarring dat in het westen van Japan rijst de koperen munten ging vervangen. Vanaf 1608 werd het gebruik van de Bitasen munten verboden en werden er meer mijnen geopend om meer munten te produceren. Desondanks bleven de Bitasen in Japan circuleren tot de Eiraku Tsūhō officieel verboden werd in 1670.

### Kan'ei Tsūhō
De Kan'ei Tsūhō (Kyūjitai: 寛永通寳 ; Shinjitai: 寛永通宝) werd in 1626 (Kan'ei 3) geïntroduceerd voor circulatie in het Mito-domein en werd in 1636 door het Tokugawa-shogunaat tot de landelijke munt van Japan gemaakt om een landelijk systeem van koperen munten op te zetten en er voor te zorgen dat er altijd genoeg koperen munten in omloop waren om aan de vraag te voldoen. De Kan'ei Tsūhō werd de dagelijkse valuta van het gewone volk en werd gebruikt voor kleine transacties. Omdat het Tokugawa-shogunaat een beleid van isolatie hanteerde verlieten niet veel koperen munten Japan meer en bleef de Kan'ei Tsūhō de belangrijkste munteenheid van Japan gedurende 239, jaar ondanks het feit dat de Kan'ei tijdperk in 1643 was beëindigd. Vaak liet het shogunaat deze munten slaan door lokale munthuizen die soms hun eigen munttekens op de munten zetten en de munten in verschillende kwaliteiten en gewichten produceerden. Rond de jaren 50 van de zeventiende eeuw werden particuliere munthuizen geopend om Kan'ei Tsūhō-munten te slaan. Kan'ei Tsūhō geslagen na 1688 hebben een diverse hoeveelheid aan kalligrafische stijlen en de 4 mon munt heeft een ontwerp van golven op de achterkant om hem te kunnen onderscheiden van andere munten. Vanaf 1738 werd de productie van ijzeren Kan'ei Tsūhō-munten van 1 mon goedgekeurd door het Tokugawa-shogunaat en in 1866 van ijzeren munten van 4 mon. Toen ijzeren munten in omloop kwamen werd het kopergehalte van de circulerende mon munten verlaagd, wat tot inflatie leed.

### Export van de Japanse mon
Toen de Bitasen-munten in Japan geen geldige valuta meer waren begonnen Japanse handelaren deze munten met winst op buitenlandse markten te verkopen. Vooral op de Vietnamese markt waren de Eiraku Tsūhō en Kan'ei Tsūhō geliefd. De grote hoeveelheid mon-munten die tijdens deze periode naar Vietnam werd geëxporteerd ging via de Japanse rode zegelschepen.
| Jaartallen | Jaarlijks aantal rode zegelschepen die naar Noordelijk Vietnam gingen | Jaarlijks aantal rode zegelschepen die naar Zuidelijk Vietnam gingen |
| ---------- | --------------------------------------------------------------------- | -------------------------------------------------------------------- |
| 1604-1605  | 5                                                                     | 9                                                                    |
| 1606-1610  | 2                                                                     | 9                                                                    |
| 1611-1615  | 3                                                                     | 26                                                                   |
| 1616-1620  | 9                                                                     | 22                                                                   |
| 1621-1625  | 6                                                                     | 7                                                                    |
| 1626-1630  | 3                                                                     | 5                                                                    |
| 1631-1635  | 9                                                                     | 9                                                                    |

Vanaf 1633 voerde het Tokugawa-shogunaat het sakokubeleid uit waarmee alleen nog maar de Chinezen, Koreanen en Nederlanders handel met Japan mocht voeren. Het shogunaat opende een haven in Nagasaki voor de schepen van de Vereenigde Oostindische Compagnie (via Dejima) en Chinese jonken. Japanse handelaren die nu niet meer direct hun koperen mon-munten aan de Vietnamezen mochten verkopen gebruikten de Nederlanders als tussenpersoon en exporteerden tussen 1633 en 1637 105.835 rijgen van 960 Eiraku Tsūhō- en Kan’ei Tsūhō-munten (oftewel 101.600.640 mon) naar Vietnam. Vanaf 1659 werd deze handel voortgezet met de hiervoor speciaal geslagen Nagasaki handelsmunten die gebaseerd waren op de Chinese kèpèngs van de Song-dynastie die al in Zuidoost Azië circuleerden. De handel in koperen munten met Zuidoost Azië stopte in 1715 toen het Tokugawa-shogunaat de export van koper verbood.

### Inflatie tijdens de Bakumatsu

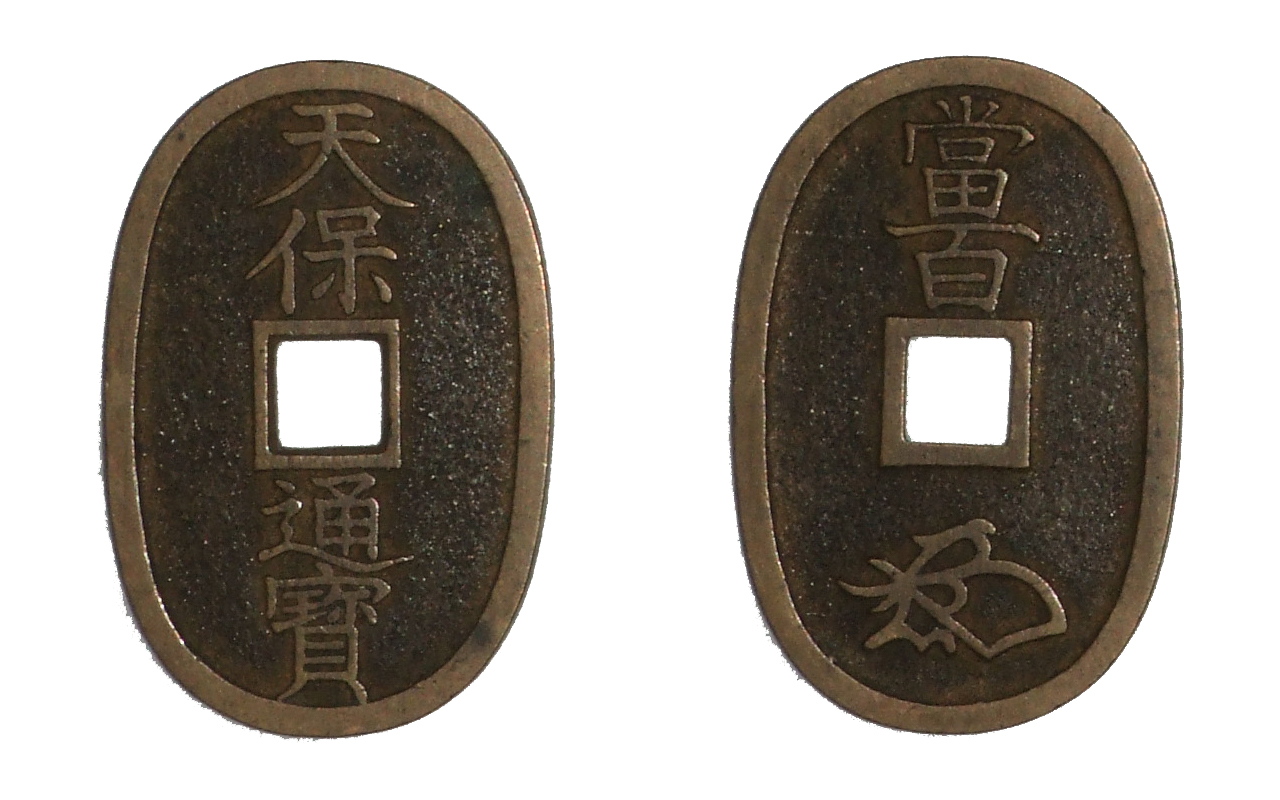
Een Tenpō Tsūhō met een nominale waarde van 100 mon maar een intrinsieke waarde van 5½ mon.

In 1708 introduceerde het Tokugawa-shogunaat de Hōei Tsūhō (Kyūjitai: 寳永通寳 ; Shinjitai: 宝永通宝), een munt met de nominale waarde van 10 mon maar met hetzelfde gewicht als drie munten van 1 mon. Om deze reden accepteerde de bevolking deze munt niet voor haar nominale waarde en werd de productie van deze munt al snel stopgezet.
Tijdens het Bakumatsu-tijdperk in 1835 probeerde het Tokugawa-shogunaat weer om een munt met een hoge nominale waarde maar een lage intrinsieke waarde te introduceren in de vorm van de 100 mon Tenpō Tsūhō, die evenveel koper bevatte als vijf en een halve munt van 1 mon. Ondanks de lage intrinsieke waarde van de Tenpō Tsūhō werd het in deze begin gewoon voor de nominale waarde geaccepteerd. De introductie van de Tenpō Tsūhō leidde tot een ernstige inflatie, gelijkwaardig aan de eigentijdse inflatie crisissen in China in 1853 en Korea in 1866 toen deze landen ook een munt met een hoge nominale aarde vergeleken met hun intrinsieke waarde introduceerden. De reden dat de Japanners dit keer wel een munt met een hoge nominale waarde accepteerden was omdat koper een schaarsere grondstof was geworden, waardoor de Japanners al eerder waren begonnen met de productie van ijzeren munten. Omdat de munten van 1, 4 en 100 tegelijkertijd op de markt circuleerden had dit een chaotisch effect wat leed tot de creatie van vaak voorkomende valsemunterij.
Een andere factor die leidde tot inflatie was dat vanaf 1859 lokale Daimyō’s hun eigen valuta’s gingen produceren met hoge nominale waarden om meer goud en zilver voor hun lage koper voorraden te krijgen zoals Daimyō Shimazu Nariakira van het Satsuma-domein in 1862 die de Tenpō Tsūhō-geïnspireerde Ryūkyū Tsūhō-munten van 100 mon en ½ Shu (248 mon) introduceerde zogenaamd voor het koninkrijk Riukiu wat erg winstgevend voor het Satsuma-domein werd.

## Rijgen van munten

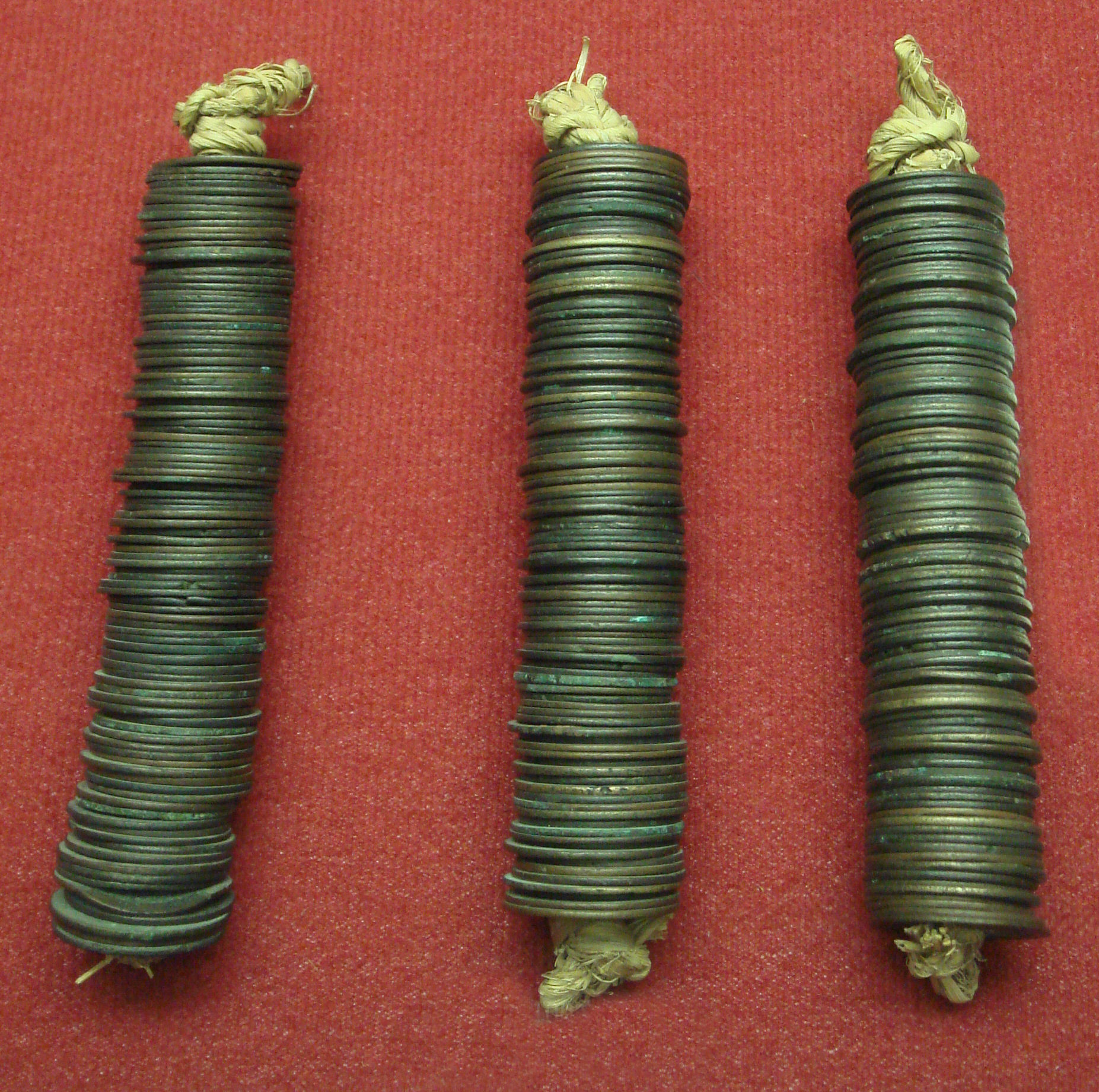
Rijgen van 100 Japanse mon-munten om ze makkelijker te kunnen transporteren en ermee te kunnen betalen.

De munten van de Japanse mon hadden een vierkant gat om ze samen te kunnen strengen. Tijdens de Edoperiode kregen rijgen van mon-munten een kleine korting van 4 mon in tegen stelling tot losse munten waardoor rijgen van 96 mon werden geaccepteerd als 100 mon.

## Lijst van Japanse mon-munten

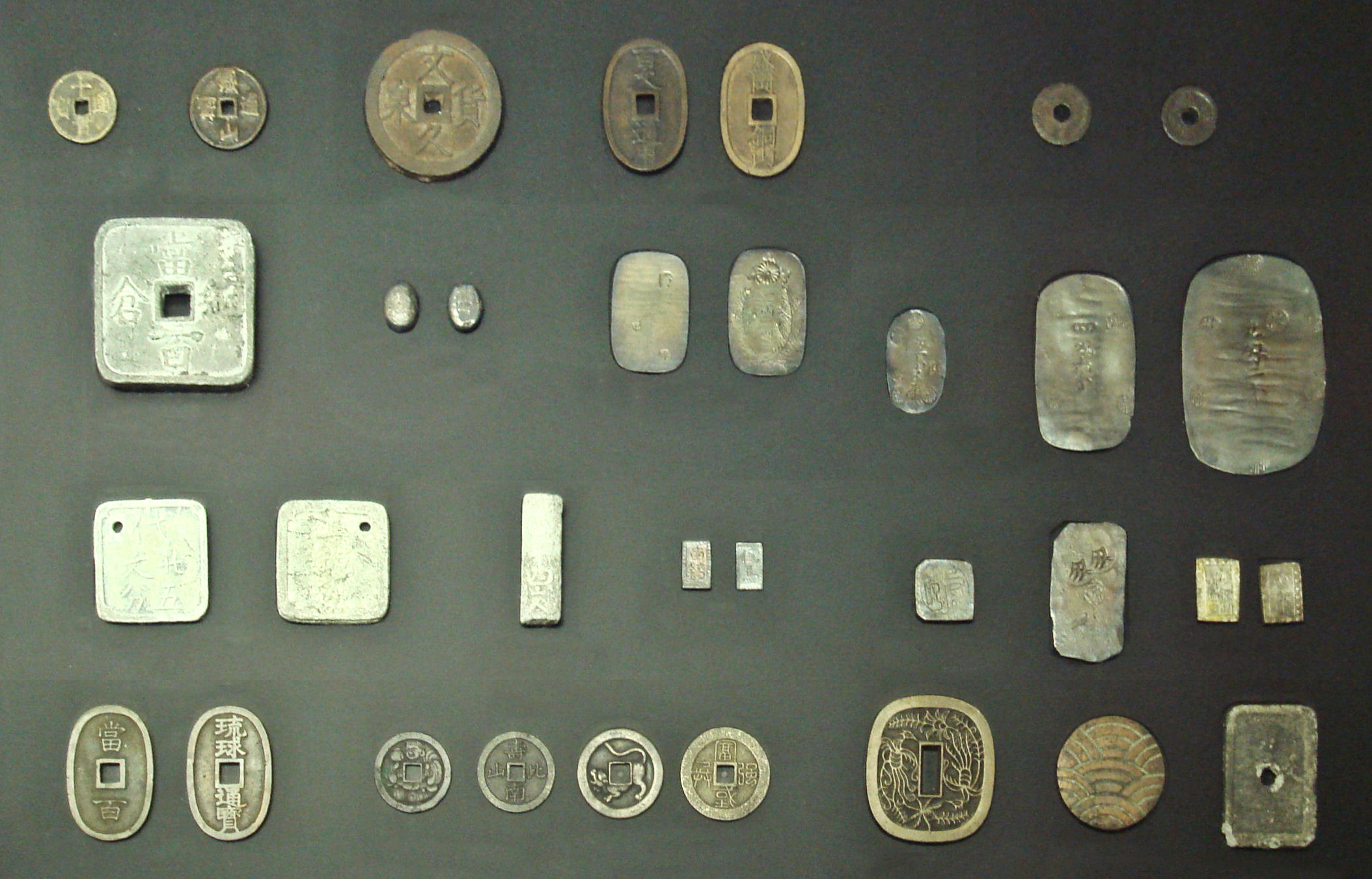
Verschillende provinciale munten uit het Bakumatsu-tijdperk.

Tijdens de geschiedenis van de Japanse mon waren er veel verschillende munten met diverse inscripties geslagen, de belangrijkste munten van de centrale overheid:
| Inscriptie (Romaji) | Inscriptie (Kyūjitai) | Inscriptie (Shinjitai) | Jaar van introductie (gregoriaanse kalender) | Nengō (Japanse kalender)         | Denominatie(s) | Afbeelding |
| ------------------- | --------------------- | ---------------------- | -------------------------------------------- | -------------------------------- | -------------- | ---------- |
| Keichō Tsūhō        | 慶長通寳              | 慶長通宝               | 1606                                         | Keichō 11                        | 1 mon          |            |
| Genna Tsūhō         | 元和通寳              | 元和通宝               | 1616                                         | Genna 2                          | 1 mon          |            |
| Kan’ei Tsūhō        | 寛永通寳              | 寛永通宝               | 1626 (1 mon) 1768 (4 mon)                    | Kan'ei 5 (1 mon) Meiwa 5 (4 mon) | 1 mon 4 mon    |            |
| Hōei Tsūhō          | 寳永通寳              | 宝永通宝               | 1708                                         | Hōei 5                           | 10 mon         |            |
| Tenpō Tsūhō         | 天保通寳              | 天保通宝               | 1835                                         | Tenpō 6                          | 100 mon        |            |
| Bunkyū Ēhō          | 文久永寳              | 文久永宝               | 1863                                         | Bunkyū 3                         | 4 mon          |            |

Veel van de Japanse han begonnen tijdens het Bakumatsu-tijdperk hun eigen munten te slaan wat chaotisch gebeurde en de geldvoorraad van binnen tien jaar (1859-1869) tot twee en een half keer verhoogde wat tot ernstige inflatie leed.
Deze munten hadden vaak de naam van hun provincie of domein, deze munten waren:
| Inscriptie (Romaji)      | Inscriptie (Kyūjitai) | Inscriptie (Shinjitai) | Han       |
| ------------------------ | --------------------- | ---------------------- | --------- |
| Sendai Tsūhō             | 仙臺通寳              | 仙台通宝               | Sendai    |
| Hosokura tō hyaku        | 細倉當百              | 細倉当百               | Sendai    |
| Isawa Tsūhō              | 膽澤通寳              | 胆沢通宝               | Sendai    |
| Tetsuzan Tsūhō           | 鐵山通寳              | 鉄山通宝               | Morioka   |
| Hakodate Tsūhō           | 箱館通寳              | 箱館通宝               | Matsumae  |
| Dōzan Tsūhō              | 銅山通寳              | 銅山通宝               | Kubota    |
| Ashū Tsūhō               | 阿州通寳              | 阿州通宝               | Tokushima |
| Tosa Tsūhō               | 土佐通寳              | 土佐通宝               | Tosa      |
| Chikuzen Tsūhō (100 mon) | 筑前通寳 - 當百       | 筑前通宝 - 当百        | Fukuoka   |
| Ryūkyū Tsūhō (100 mon)   | 琉球通寳 - 當百       | 琉球通宝 - 当百        | Satsuma   |
| Ryūkyū Tsūhō (½ Shu)     | 琉球通寳 - 半朱       | 琉球通宝 - 半朱        | Satsuma   |